# Пешчани човек
Пешчани човек је митски лик у северном европском фолклору, који доноси добре снове прскањем чаробног песка на очи деце док спавају ноћу.

## Заступљеност у традиционалном фолклору
Традиционално, он је лик у причама многе деце. Он је рекао да ће посути песак или прашину на или у очи детета током ноћи да би донео снове током спавање. "Спавања" у нечијим очима након буђења треба да буде резултат рада Пешчаног човека из претходне вечери.
Ханс Кристијан Андерсен је написао 1841. год. народну причу која бележи Пешчаног човека, по имену "Оле Лукоје", тако да се доносе снови које је дао дечаку у недељу кроз његове магичне технике поливања прашине у очи деци. Андерсен је писао:
"Не постоји нико на свету ко зна толико приче као Оле-Лукоје, или ко може да их тако лепо донесе. У вечерњим сатима, док деца седе за столом, или у својим малим столицама, он долази уз степенице врло тихо, јер он хода у својим чарапама, онда он отвара врата без икакве буке, и баца малу количину прашине у очи, само довољно да их спречи држећи их отворене, па га не видиш. Онда он стане иза њих, и дува тихо на ватру, док њихове главе почињу да клону. Али Оле-Лукоје не жели да их повреди, јер је он веома воли децу, и само жели да буде миран, јер он доноси за њих лепе приче, а они никада нису тихи док су у кревету. Он је лепо обучен, капут је од меканог материјала, немогуће је рећи у којој боји, промене иду из зелене у црвену, а од црвене до плаве и окреће са стране на страну. У свакој руци носи кишобран, један од њих, са сликама на унутра, он шири преко добре деце, а онда они сањају најлепшие приче целу ноћ. Али други кишобран нема слике, а то он има за несташну децу, тако да они тешко спавају, и буде се ујутру без снова."

## У популарној култури
Пешчани човек је популаран лик у фолклору, помиње се у популарној култури током неколико векова. Неки забележени примери укључују:
- Књига 1967 "Логаново бекство" Карактерише људе зване "Пешчани човек", који доноси спавање људима на њиховом последњем дану.
- 1933. год. Волт Дизни прави анимацију "Успавана земља", која се завршава како Пешчани човек ставља бебу да спава.
- 1957. год. совјетски цртани филм "Снежна краљица" је увела Пешчаног човека.
- Филмови, укључујући и 1991. и 2000. год. верзије "Пешчаног човек“.
- Пешчани човек се појављује у епизоди "Штрумфови"-Мрачно чудовиште. Када Велики Штрумф путују у земљу Нод, како би се добила нека врста песак да би направиле нове наочаре (након што их је изгубио у тами када је прикупљао чоколаду из своје пећине Трапавко Штрумф). Након што је успео да убеди Пешчаног човека, који је био при пензији, да им помогне, Пешчани човек тражи чоколаду из пећине Мрачног чудовишта у замену за давање Штрумфовима песак. Када се трговина обавља, Велики Штрумф добија песак потребан да направи Кефалу Штрумфу нове наочаре.
- Игра "Позив на дужност: Модерно ратовање 3" : Пешчани човек је шифра за Метал 0-1.
- 2011. год, Петар Луиси снимио је "Пешчаног човека", прича о Бену, који је добио терет Пешчаног човека, што га је навело да буде заробљеник љубави и снова.

## Табела догађаја
| Догађаји | Пешчани човек                             |
| -------- | ----------------------------------------- |
| Бајка    | 1816.                                     |
| Филм     | 1933, 1966, 1991, 1995, 2000, 2011, 2017. |
| Kњига    | 2008.                                     |
| Серија   | 1959, 1991, 1996, 2022.                   |

## Погледајте такођe
- Пешчани часовник
- Снови
- Бајке
- Спавање